# Ritsaert ten Cate
Ritsaert ten Cate (Almelo, 29 mei 1938 - Amsterdam, 5 september 2008) was een Nederlands theaterpionier en beeldend kunstenaar.
Ten Cate was de jongste zoon van fabrikant Egbert ten Cate, de directeur van de Koninklijke Textielfabrieken Nijverdal-ten Cate N.V., en Carola Eduarda Verkade, dochter van de toneelspeler en regisseur Eduard Verkade.
Ten Cate was de oprichter en artistiek leider van het theater Mickery eerst in Loenersloot en later in Amsterdam van december 1965 tot juni 1991 toen het theater werd opgeheven. Hij haalde vele buitenlandse theatergroepen, regisseurs en uitvoerend kunstenaars naar het theater toe die allen van grote invloed waren op het Nederlandse cultuurklimaat.
Ten Cate was een zeer veelzijdig mens. Hij was zowel regisseur, acteur, impresario, ontwerper en scenarioschrijver als producent. Hij was eigenaar van een galerie, exposeerde zelf als beeldend kunstenaar, gaf lezingen en voordrachten, schreef artikelen en boeken en was de spil in een ruime kunstwereld in binnen- en buitenland.
In 1993 startte hij in opdracht van het Ministerie van OCW de tweede fase theateropleiding DasArts (De Amsterdamse School, Advanced Research in Theatre and Dance Studies). Tot 2000 was hij directeur. DasArts is nu de Masteropleiding Theater van de Theaterschool / Amsterdamse Hogeschool voor de Kunsten.
Na het afscheid van DasArts werd hij student op de Rijksacademie in Amsterdam. Als beeldend kunstenaar combineerde hij vele materialen en technieken variërend van assemblage tot fotocollage en "readymades". Zijn onderwerpkeuzes waren gebaseerd op het weergeven van conflicten als oorlogen, volkerenmoord, menselijk lijden en aanslagen.
Ten Cate was tweemaal getrouwd, de eerste keer met Maria (Mick) Staverman, van wie hij in 1970 scheidde, en de tweede maal met Colleen Mary Scott uit New York. Hij woonde tot het eind van zijn leven met haar in Amsterdam. Hij was Ridder in de Orde van Oranje-Nassau en won in 1996 de Sphinx Cultuurprijs. Ten Cate overleed aan de gevolgen van kanker. In 2017 vernoemde de gemeente Amsterdam een brug naar hem.

## Solo-tentoonstellingen
- 1986 Murcia, Spanje, Vespers Installation in de Kathedraal van Murcia
- 1996 Reuten Galerie, Amsterdam
- 1996 Bonnefanten Museum, Maastricht
- 1998 Festival des Arts, Brussel
- 1998 Galerie Reuten, Amsterdam
- 2001 Galerie Reuten, Amsterdam en Maastricht
- 2001 Fonds voor de Beeldende Kunsten Vormgeving en Bouwkunst, Amsterdam
- 2002 La Mama La Galleria, New York
- 2002 Waalkens Galerie, Finsterwolde
- 2002 Gallery Reuten, Amsterdam
- 2003 Rijksakademie Amsterdam, Presentatie 4 Studio Spaces
- 2003 Project Rooms in de Rijksakademie
- 2003 De Beyerd, Breda
- 2004 Adenauer Stiftung, Berlijn
- 2004 Galerie Reuten, Amsterdam
- 2005 Het Torentje, Almelo
- 2005 Museum van Nagsael, Rotterdam
- 2006 Galerie Reuten, Amsterdam

## Deelname aan groepstentoonstellingen
- 1997 Stedelijk Museum Amsterdam
- 1997 Stadsgalerij, Heerlen
- 1998 Bureau Amsterdam, Amsterdam
- 2001 PS1/MoMA, New York, Clocktower
- 2001/2002 Stadsgalerij, Heerlen
- 2002 Reuten Gallery samen met Erzsébet Baerveldt
- 2003 Reuten Gallery samen met Ine Lamers
- 2003 Cargo, Almere, met Bik van der Pol, Ronald van Tienhoven, Joke Robaart en Joost Grootens,
- 2003 De Bak, Utrecht, boekpresentatie "Just About Now" gebaseerd op zijn werk door Catherine Hennegan
- 2003 Window Gallery Walter van Beirendonck, Antwerpen
- 2003 Reuten Gallery, Amsterdam met Erzsébet Baerveldt
- 2004 Channel Zero, Montevideo Amsterdam
- 2004 Tent./Witte de With, Rotterdam
- 2004 Lustwarande, Fundament Foundation, Tilburg
- 2004 Galerie Reuten, Amsterdam, 2004
- 2004 De Appel, Amsterdam
- 2005 Stedelijk Museum De Lakenhal, Leiden
- 2005 Arti & Amicitiae, Amsterdam

## Publicaties
- Man Looking for Words (Theater Instituut Nederland)
- Just About Know (Eigen beheer)